# La Primera (diario)
La Primera es un diario digital peruano, editado en Lima. Fue fundado en 2004, como plataforma impresa, por José Lolas Miani. A partir del año 2014, cambió su presentación exclusivamente a formato virtual. Desde sus inicios, se ha caracterizado por ser un medio de comunicación independiente.

## Historia
Fundado en 2004 por José Lolas Miani, exmilitante de Perú Posible, marketer político y psicólogo social. Su primera etapa estuvo bajo la dirección del periodista Juan Carlos Tafur.
Su segunda etapa ocurrió en julio de 2007, bajo la dirección del periodista César Lévano. Su tercera y actual etapa es bajo la dirección de su fundador, José Lolas. Lolas Miani inscribió la marca La Primera el 15 de junio del 2007 en Indecopi.
En las elecciones municipales del 2010, apoyó de manera abierta a la actual alcaldesa de Lima, Susana Villarán; y en las elecciones presidenciales en Perú del mismo año apoyó a Ollanta Humala, presidente del Perú (2011-2016).
A partir de mayo de 2014, el ex-diario La Primera de Martín Belaunde Lossio y su padre Arturo Belaunde Guzmán (dueños de la empresa editorial Nilai SAC) fue obligado por una medida cautelar de Indecopi (agencia peruana sobre marcas y patentes) a cesar el uso de la marca y del logo «La Primera» por una denuncia de su propietario, José Lolas Miani, quien hasta la fecha a través de su empresa periodística Ediciones La Primera E.I.R.L. venía editando su periódico con su marca y logo.
De otro lado, el ex-diario La Primera de Martín Belaunde Lossio y Arturo Belaunde Guzmán, que dirige César Lévano, ha cambiado de logo y marca utilizando ahora el nombre Diario Uno. Sin embargo, acorde el abogado de Lolas, Julio Castro García, el grupo recibió con una sanción de aproximadamente USD $300 000 más una denuncia penal por usurpación de su propiedad industrial que no se concretó.
El diario está basado en un diseño clásico. La Primera, además tiene presencia en redes sociales.

## Columnistas
Han sido columnistas de este diario Félix Jiménez, Gabriela Wiener, Juan Gargurevich, Oswaldo de Rivero Eduardo González Viaña, Eloy Jáuregui, entre otros.

## Colaboradores
Por sus páginas pasaron colaboradores como César Hildebrandt, Juan Carlos Tafur, Rolando Ames, Carlos Iván Degregori, Rolando Breña Pantoja, Manuel Benza Pflücker, Manuel Rodríguez Cuadros y Francisco Eguiguren Praeli.